# Friedenskirche (Wörth am Rhein)
Die evangelische Friedenskirche in Wörth am Rhein steht im Stadtteil Dorschberg an der örtlichen Mozartstraße im Kreis Germersheim (Rheinland-Pfalz). Sie gehört zum Kirchenbezirk Germersheim der Protestantischen Landeskirche.

## Geschichte
Bei dem Gebäude handelt es sich um ein modernes Gemeindezentrum, das von 1981 bis 1984 im Neubaugebiet Dorschberg errichtet wurde. Es wurde von der Bauabteilung der Protestantischen Landeskirche in Speyer unter der Leitung Peter Roths entworfen, nachdem ein zuvor vorgenommener Architektenwettbewerb nicht wie von der Gemeinde gewünscht verlief.

## Architektur und Innenausstattung
Der zweigeschossige Ziegelbau ist mit einem vielgestaltigen Metalldach gedeckt. Ein schlichtes Kreuz auf einer Kugel kennzeichnet das Gebäude als Sakralbau. Im Untergeschoss befinden sich verschiedene Gemeinderäume. Der Kirchenraum mit einem achteckigen Grundriss ist als Zentralraum ausgebildet. Er befindet sich im Obergeschoss mit einem achteckigen Grundriss und kann bei Bedarf durch zwei Nebenräume erweitert werden.
Obwohl die Kirche als Zentralbau angelegt ist, ist die Bestuhlung frontal zur Altarseite ausgerichtet. Auf der Ziegelwand hinter dem Altar hängt ein großes hölzernes Kreuz ohne Corpus. Die farbigen, abstrakten Kirchenfenster von 1985 in den dominierenden Farben Weiß, Gelb und Rot stammen von dem Glasbildner Johannes Schreiter.

### Orgel
Die Orgel steht in einem mit dem Kirchenraum verschmolzenen Turm. Sie wurde 1983 und 1984 von Detlef Kleuker unter Beratung von Gero Kaleschke mit mechanischer Spiel- und elektrischer Registertraktur gebaut. Ursprünglich hatte sie 14 Register auf zwei Manualen und Pedal, Kleuker erweiterte das Instrument 1986 auf 21 Register. Die Pfeifen stehen auf Windladen, die als Schleifladen ausgeführt sind. Eine Wartung des Instruments erfolgte im Jahr 1991 durch E. F. Walcker & Cie. (Ludwigsburg). Die Disposition lautet:
| I Hauptwerk C–g3 |             |       |
| 1.               | Prinzipal   | 8′    |
| 2.               | Rohrflöte   | 8′    |
| 3.               | Oktave      | 4′    |
| 4.               | Bleigedackt | 4′    |
| 5.               | Nasard      | 2 ⁄3′ |
| 6.               | Schwiegel   | 2′    |
| 7.               | Mixtur IV–V | 2′    |
| 8.               | Trompete    | 8′    |

| II Schwellwerk C–g3 |                  |       |
| 09.                 | Gedackt          | 8′    |
| 10.                 | Salizional       | 8′    |
| 11.                 | Flûte Harmonique | 4′    |
| 12.                 | Prinzipal        | 2′    |
| 13.                 | Sifflöte         | 1 ⁄3′ |
| 14.                 | Cornet II–V      | 2 ⁄3′ |
| 15.                 | Scharff III–IV   | 1′    |
| 16.                 | Rohrschalmey     | 8′    |
|                     | Tremulant        |       |

| Pedal C–f1 |                 |        |
| 17.        | Subbaß          | 16′    |
| 18.        | Gemshorn        | 08′    |
| 19.        | Choralbaß       | 04′    |
| 20.        | Rauschpfeife IV | 02 ⁄3′ |
| 21.        | Fagott          | 16′    |

- Koppeln: II/I, I/P, II/P

- Spielhilfe: Setzerkombination